# Mutirão
Mutirão é, no Brasil, uma mobilização coletiva para lograr um fim, baseando-se na ajuda mútua prestada gratuitamente. É uma expressão usada originalmente para o trabalho no campo ou na construção civil de casas populares, em que todos são beneficiários e, concomitantemente, prestam auxílio, num sistema de rodízio e sem hierarquia.
Atualmente, por extensão de sentido, "mutirão" pode designar qualquer iniciativa coletiva para a execução de um serviço não remunerado, como um mutirão para a pintura da escola do bairro, limpeza de um parque e outros.
A palavra "mutirão" origina-se do termo tupi moty'rõ, que significa "trabalho em comum". O mesmo termo tupi deu origem a diversas outras grafias, todas hoje em desuso (motirão, muquirão, mutirom, mutirum, mutrião, muxirã, muxirão, muxirom, pixurum (RS), ponxirão, punxirão, putirão, putirom, putirum, puxirum).